# Стайновци
Стайновци (болг. Стайновци) — село в Болгарии. Находится в Габровской области, входит в общину Трявна. Население составляет 2 человека.

## Политическая ситуация
Стайновци подчиняется непосредственно общине и не имеет своего кмета.
Кмет (мэр) общины Трявна — Драгомир Иванов Николов (независимый) по результатам выборов в правление общины.